# Sanco
Semão Sanco, (mais conhecido como Sanco) era um deus da religião na Roma Antiga, deus da confiança (fides), da honestidade entre outras crenças. Seu culto era um dos mais antigos entre os romanos, provavelmente derivou-se de influências umbrianas. Seu nome provém do nome latino Semo Sancus, Semo, é uma forma originária da palavra latina semen (semente, semeadura), no qual a priori Semão Sanco também se destacava um deus da semeadura. O nome Sancus é a raiz etimológica do verbo em latim sancire (santificar), cujo particípio do passado é sanctus (santificado), esta dando origem a palavra em português (santo).
Seu principal santuário em Roma ficava no monte Quirinal, perto da moderna igreja de San Silvestro al Quirinale.

## História
Justino Mártir, um judeu samaritano, referiu que Simão Mago, um gnóstico, que mencionou na Bíblia, fez tais milagres por atos de magia durante o reinado de Cláudio que foi considerado como um deus e honrado com uma estátua na Ilha Tiberiana, a dois cruzamentos de pontes, com a inscrição "Simoni Deo Sancto". Porém, em 1574, a estátua de Semão Sanco foi encontrada na mesma ilha, levando a maioria dos estudiosos a acreditar que o Justino Mártir foi um dos primeiros mitógrafos cristãos, por pura ignorância e presunção a respeito da mitologia romana.
Na mitologia romana, Sanco (também conhecido como Sangus ou Semo Sancus) era o deus da confiança (fides), honestidade, e dos juramentos. É um dos cultos mais antigo dos romanos e provavelmente originário da Úmbria.
Sanco também era o deus protetor de juras de casamento que protegia, hospitalidade, lei, comércio, e contratos particulares. Algumas formas de juramento eram usadas no seu nome e por sua honra no momento do assinar contratos e outros atos civis importantes. Algumas palavras (como "santidade" e "sanção" - para o caso de desrespeito de pactos) tinham a etimologia do nome deste deus com conotação com sancire "consagrar" (consequentemente sanctus, "sagrado").
Para Johannes Lydus Sancus significa "o céu", em sabino, um significado que já pertenceu ao nome de Júpiter.